# KDE 플라스마 5
KDE 플라스마 5(KDE Plasma 5)는 주로 리눅스 시스템을 위해 KDE가 개발한 5번째이자 현행 세대의 그래픽 워크스페이스 환경이다. KDE 플라스마 5는 KDE 플라스마 4의 뒤를 이으며 2014년 7월 15일 처음 출시되었다.
새로운 기본 테마 브리즈(Breeze)가 포함되어 있으며 그 외에 각기 다른 장치간 컨버전스를 증가시켰다. 그래픽 인터페이스는 완전히 QML로 이관되었으며 이는 하드웨어 가속을 위한 OpenGL을 사용하므로 더 나은 성능과 감소된 소비전력을 보여준다.
플라스마 모바일은 리눅스 기반 스마트폰용 플라스마 5 변종이다.

## 같이 보기
- 그놈